# جون كاميرون (لاعب كريكت)
جون كاميرون (26 سبتمبر 1898 في نيوزيلندا - 16 ديسمبر 1988) (بالإنجليزية: John Cameron)‏ هو لاعب كريكت نيوزلندي.

## وصلات خارجية
- جون كاميرون على موقع إي آس بي آن كريك إنفو (الإنجليزية)